# 上原景子
上原 景子（うえはら けいこ、1959年10月 - ）は、日本の英語学者・教育学者。専門は外国語教育（英語）。群馬大学教育学部教授。放送大学群馬学習センターにて面接授業を受け持つこともある。

## 研究分野
- 心理言語学・英語教授法

- 二か国語性と第二言語習得
- 『は』と『が』の中央埋め込み文情報処理への影響
- 中央埋込み日本文情報処理への主格反復の影響

## 著書・論文

### 著書
- 『Center-embedding problem and the contribution of nominative case repetition』　（Sentence Processing in East Asian Languages, Stanford:CSL1、2002年）

### 論文
- 『地域から世界が見える-今私たちに求められているもの』　平成12年度県民文化大学「国際理解-異国の生活文化に解れる」 （2000年）
- 『地域から世界を見ようⅡ－アメリカの文化に触れる－』　平成13年ぐんま県民カレッジ　国際理解講座 （2001年）
- 『Revisiting communication skillin English as a foreign language: Linguistic ability, knowledge of the world, and strategic skill』　Gunma University Kyoiku Jissen Kenkyu （大学・研究所等紀要、2002年）
- 『Strategic competence and English as a foreign language Annual Report of the Faculty of Education Gunma University, Cultural Science Series』　Science Series （2002年）
- 『英語教育における英語を母語とするALTの機能と役割』群馬大学紀要　人文・社会科学編（大学・研究所等紀要、2003年）
- 『外国語としての英語教育における実践的な英語力と多文化理解・世界的視野』　群馬大学教育実践研究 （大学・研究所等紀要、2003年）
- 『The role of grammar drills in the development of English as a foreign language』　Gunma Daigaku Kyooka Koikugaku Kenbyuu （大学・研究所等紀要、2003年）
- 『Primary and secondary school English eduation: How we can succeed in working with our ALT』　(大学・研究所等紀要、2006年)
- 『教員養成課程における小学校英語教育カリキュラムへの提言：「公開講座」と「県との連携小学校英語活動ワークショップ」を通して』（大学・研究所等紀要、2006年）
- 国立情報学研究所収録論文 国立情報学研究所.2010-05-09閲覧。

### 教科書
- 『SUNSHINE ENGLISH COURSE』（開隆堂出版）

## 所属学会
- アメリカ言語学学会(Linguistic Society of America)
- 日本英語学会